# Инцюань
Инцюа́нь (кит. упр. 颍泉, пиньинь Yǐngquán) — район городского подчинения городского округа Фуян провинции Аньхой (КНР). Район получил своё название от того, что на его территории происходит слияние рек Инхэ и Цюаньхэ.

## История
Во времена империи Северная Вэй в 523 году была учреждена область Инчжоу (颍州). Во времена империй Мин и Цин она была подчинена Фэнъянской управе (凤阳府), в 1724 году стала «непосредственно управляемой», а в 1735 году была поднята в статусе, и сама стала Инчжоуской управой (颍州府); для администрирования территории, ранее подчинявшейся напрямую областным властям, был учреждён уезд Фуян (阜阳县). После Синьхайской революции 1911 года в Китае была проведена реформа структуры административного деления, в ходе которой управы были упразднены.
В 1947 году урбанизированная часть уезда Босянь была выделена в город Бочэн (亳城市), а западнее его был образован город Фуян (阜阳市).
В апреле 1949 года был образован Специальный район Фуян (阜阳专区), а город Фуян был упразднён. В 1970 году Специальный район Фуян был переименован в Округ Фуян (阜阳地区). В 1975 году из уезда Фуян был выделен городской уезд Фуян (阜阳市). В 1992 году уезд Фуян был расформирован, а его земли вошли в состав городского уезда Фуян.
В 1996 году постановлением Госсовета КНР были расформированы округ Фуян и городской уезд Фуян, и образован городской округ Фуян; на землях бывшего городского уезда Фуян были созданы районы Инчжоу, Индун и Инцюань.

## Административное деление
Район делится на 2 уличных комитета и 4 посёлка.